# 槇村香
槇村 香（まきむら かおり）は、北条司の漫画『シティーハンター』（以下、『C.H.』と表記）および『エンジェル・ハート』（以下、『A.H.』と表記）に登場する架空の人物。
本項では、『シティーハンター』での描写を中心に解説する。

## キャラクター概要
「シティーハンター」こと冴羽獠の親友・槇村秀幸の義妹。出生名は久石香。秀幸の父親が追跡中に事故死させた殺人犯の娘である。兄・秀幸が麻薬組織に殺害されたことを機に、獠の相棒となり同居する。獠の仕事の選り好みや、歓楽街で昼間からツケで飲み歩くなどの散財癖に加え、依頼を解決しても報酬が支払われないことも多いため、常に資金繰りに頭を悩ませている。誕生日は1965年（アニメ版では1967年）3月31日。
依頼人（主に女性）に手を出し続ける獠の暴走を止めることのできる数少ない人物であり、主に100tハンマーで殴る、特大こんぺいとう（モーニングスター）で獠をぶっ飛ばすなどの「天誅」を加える（後述）。他にも、依頼人の美女が獠の事務所兼自宅のマンションに泊まった場合は、深夜に起き出して、依頼人に夜這いをかけようとする獠を警戒、牽制している。時には海坊主直伝の大掛かりなトラップも用いて獠の乱行を阻止する。一方で、早とちりや勘違いをする癖があり、先に手が出る（ハンマーを振り下ろす）こともしばしばある。
「香」という名前は、初代担当編集者・堀江信彦の、生まれたばかりの娘の名からとられた。

## 人物
依頼人の美女に引けをとらない美人でスタイルもよい（身長168cm、体重47kg、B87-W59-H86）が、獠が唯一、意識した状態では「もっこり」しない女性である（ただし、出会ったばかりの頃やそれ以降も極まれに「もっこり」する時がある）。原作・アニメ共に初期の一人称は「オレ」。男っぽくサバサバした所作や言葉遣い、長身、ショートヘアといった外見などから、たびたび男性と間違えられることがあり、本人はそれを非常に嫌っている。高校時代から女子生徒に羨望のまなざしを向けられ、ラブレターやバレンタインデーのチョコを大量に贈られていた。そんな香も、年齢を重ねるごとに女性らしさを身につけていった。
獠とは当初は1巻の出会いが初対面だと思われたが、実は高校生の頃に初めて会ったことが終盤で語られた。なお、この話はアニメ化されていないためアニメでは4話目が初対面ということになっている。さらに獠はそれまで香の顔を知らずアニメでは槙村の家にこれまで訪れたことが何度もあるのにいつも不在のため会うことがなかったという設定も加わっている。
TVアニメ版では初登場は第4話から（原作とアニメではその回の香の行動理由が異なる。）で、第5話前半で兄・秀幸が殺され、同話で香が一連の事実を知って、兄に代わり新たにパートナーを務めると申し出て、獠が「来年の誕生日は地獄で祝うかもしれないぜ」と言いつつも承諾し、第6話以降から本格的に獠のパートナーとして活躍する。
家事全般をこなし、仕事の依頼を取り付けてくるなど、いい加減な獠をアシストしている。ただし、料理は獠や兄の秀幸の方がうまいらしい。10代の頃は恋愛経験は無いに等しく、それらの事柄に対しては初心（うぶ）で鈍感。獠が「愛する者がいる」と口にしても、よもや自分が対象になっていると露ほども考えが及ばず、他の女性であると曲解。自身でも気付かない嫉妬心を募らせる。また、香の気質に好意を抱いた男性から寄せられることもあるが、その真意に気付かないこともある。
しかし、獠に対していつしか芽生えた好意=恋心は香の胸中で育っていった。ただし、第三者にそのことで胸の内を探られ、指摘されるとムキになって否定することが多いが、相手の心を見通す少女・紗羅に指摘された際にはごまかせないとして、獠への想いを認めている。仕事上のパートナーとしての時間が長かったため、恋愛対象としてどう接してよいか戸惑うあまり素直ではない態度をとることもあった。相思相愛になってからは、惜しみない愛を獠に示している。活発なタイプだが意外と自分の事は語らず、獠と同じ孤独な一面もある。しかし兄・秀幸の死によって親代わりとして獠に育てられた彼女は、次第に獠も変えていく存在になる。
髪型は初期から一貫してショートカット。連載中期あたりから襟足の髪をやや伸ばすようになったものの、セミロングには至らない程度の長さ。化粧もほとんどしないため、男性と間違えられることも少なくない。ただし、事情によって（変装など）ロングヘアのかつらを被ることもある。その時の彼女は誰もが認めるほどの美しさであり、このときは獠も香に見惚れて「もっこり」してしまうほど。また、普段の格好でも、何人かの依頼人からはかなりの美人と評されている。裾さばきが悪いロングスカートなどを着用することは滅多になく、ラフなパンツスタイルやタイトのミニスカートを身につけることが多い。これはいざという時に素早く行動できるようにと獠に助言をされたことが大きい。
男であると勘違いされることを嫌がっていた香だが、終盤のユニオン・テオーペとの対決の際には肩の辺りまで伸ばしていた髪を自ら切り落とし、決意の表れを示している。
アニメ版では髪色は『無印（1）』、『2』、『'91』、劇場版第1作『愛と宿命のマグナム』、劇場版第4作『新宿プライベート・アイズ』、劇場版第5作『天使の涙（エンジェルダスト）』では赤茶色、『3』、『スペシャル』、劇場版第2作『百万ドルの陰謀』、劇場版第3作『ベイシティウォーズ』では茶色となっている。

## パートナーとしての技量
実は射撃の腕はそう悪くはないのだが、獠の計らいで銃に細工がなされていたため、的確な照準が出来なかった（理由は後述）。そのため香は自分の腕が上達していないと思い込むことに加え、しばしば敵にさらわれ、拉致されることなどから「獠の足手まといになっている」と思い悩むあまり、単独で無茶な行動に出ることもある。だが長く獠のパートナーとして行動し、経験を積んだことから、勘が働くようになり、獠の作戦や次の動きを読み取ってそれに合わせて行動するなど、次第に2人の息がこれ以上ないと言うほど合うようになった。香自身も腕をあげており、刺客のナイフに対しては、咄嗟に鞄を盾にして身を守ったり、拘束された際も、護身用に潜ませてある剃刀で縄を切って拘束を解くなど、単独でもそれなりの行動はできるように成長していった。また、ミック戦では正確な射撃を見せている。
バズーカを使わせるとある意味超一流である。敵に狙いを定めて発射しても、敵周辺に着弾するために爆風や破片で相手を気絶させるだけで殺すことはない。前後逆に構えて撃った際には、偶然後ろに敵がいて倒したこともある。海坊主からトラップの技術を伝授されており、その腕前はかなりのものである。機械とは非常に相性が悪く、手に触れたOA機器が次々と故障していったことも。
アニメ『シティーハンター2』では、テロリスト集団ブラックアーミーの手により記憶を一時奪われ、セイラとして獠と対決したこともあるが、彼の手で記憶を取り戻している。

## 武装・所持品など
原作では初代ホンダ・CR-Xを、アニメでは普段、フィアット・パンダを使用しているが稀に獠のミニを運転することもある。愛銃は兄の形見のコルト・ローマンMK-III（原作32巻のミックとの決闘の時のみS&W M19を使用）。獠曰く「香に人殺しをさせたくない。手を汚れさせる前に、この世界から足を洗わせたい」という想いから、護身用として香に渡した槇村の形見の拳銃には、サイトに細工がなされており正確な照準が出来なくしていたが、ミックとの戦いを機に獠はそのサイトを正常に調整した。ただし、作中ではその調整後に香が銃を撃った場面はない。なお、彼女の服のボタンには獠によって盗聴器兼発信機が取り付けられており、香の身に危険が及んでもすぐに状況を把握できるようになっている。
一方、アニメ版においてはコルト・ローマンのサイトに細工を施しているかどうかは、はっきりわかっていない。香の実姉・立木さゆりの登場エピソードではそのことが初めて明らかにされるが、これは原作のみで、アニメ版ではこれらの件が完全に削除されている。なお、アニメオリジナルエピソードである『3』の最終話（第13話）では、獠は敵役である犯罪組織のボスを香のコルト・ローマンで仕留めたため、ローマンに関しては原作の設定が踏襲されていない可能性が示唆されている。
また、これらとは別に美女に「もっこり」して襲い掛かる獠に「天誅」を下す手段として以下の道具を使用する。

### 「天誅」に使用する道具

#### ハンマー
香の伝家の宝刀。漫画では殴るだけだが、アニメではブーメランのように投げたりする。獠が一番痛い思いをしている香の「天誅」である。香が依頼人の美女に護身用に渡して、獠が不意打ちを喰らうこともある。ハンマーに書いてある文字も多様でよくみられる「100t」「1000t」以外にも「10t」「100万馬力」「天誅」「悪霊退散」「うそつき」「○○記念（ハンマー使用回数や80年代最後、90年代最初）」などなど。形も通常の木槌だけでなく金属製のほかにも象の形（象の平均体重が書いてあった）をしたものなど多種多様。彼女が使用する100tハンマーは、何も持っていないところから唐突に出されているため、どこから出しているのかと獠も突っ込んでいた。ハンドバッグから出したこともある。アニメでは、香の部屋の中の収納庫にハンマーが大量に収納されていた。また、オーラのようなものにより香の手にハンマーが形成されていく描写もある。ハンマーの数字に関しても時には1期1話から通した話数が書かれたり、ハンマー使用回数が書かれるなどお遊びがあった。なお、野上冴子は獠が浴室に出現した時に「警視庁」と書かれた白黒ツートンカラーのハンマーで撃退している。また、1990年代最初のハンマーは香が誘拐されたため、友人の北原絵梨子が使用した。このハンマーは小さいころから使っているらしく、真剣に「いちとん」と書き込んでいる写真が出てきたこともある。なお、香自身が原作で最初にハンマーを喰らわせた相手は教授であり、該当のエピソードは第34話であった。アニメ版で獠にハンマーを最初にお見舞いしたのは佐藤由美子で（『1』の第6話）、原作での別れのキスをせがもうとするも、獠が「もっこり」してしまった場面をアレンジしたものとなっている。
香や野上冴子のほか、名取かずえ、野上麗香、麻生かすみもハンマーをお見舞いする場面がある。ゲストキャラクターでは上述の北原絵梨子以外に、結城礼子、冬野葉子、麻上亜紀子、及川優希などがハンマーをお見舞いしている。男性でも、手塚明美の弟である篤が、獠が姉に手出しするのを食い止めるためにハンマーを使用することがあった。さらに獠自身がハンマーを使った事もあり、毒バチに刺されたことによる解毒剤の副作用でもっこりできなくなった際、教授の「打ち止めになったのか」という発言にキレて「人の話を聞いてないんですか、あんたは！」とハンマーで殴りかかろうとした。

#### こんぺいとう
トゲを付けた鉄球で、1-6号、20号などがある。天誅、トラップとしても使用されるために用途が広い。獠が壁にめり込み「香ちゃん…ヒドイ…」など言ってから倒れることが多い。

#### 手榴弾、爆発物（ブービー・トラップ）
海坊主直伝のブービー・トラップで依頼人の美女を獠の夜這いから守るために用いることが多い。安全ピンにワイヤーを付けて、獠の部屋の前などに張り巡らす。または、獠の部屋の天井には、抜け道があるので爆発物を仕掛けたこともあった。

#### 煩悩退散棒
寺の鐘をつくようにして使う。天誅、トラップとしても使用するために用途が広い。浴室のトラップとしても使用。

#### 電気ショック
ハンマーのパターンに慣れている獠に対して使用した武器。実際に医療現場で使用している物をアレンジしたもの。

#### すまき
布団に獠をグルグル巻きにしてロープで縛る。マンションから吊るして一夜を過ごさせることも珍しくない。たまに寝冷えで獠が風邪を引いたりする。連載終盤にはミックも吊している。

#### 対もっこり貞操帯
獠のもっこりを防ぐための鋼鉄製の貞操帯。幾たびもの獠の強靭なもっこりに耐えきれず金属疲労で壊れてしまったことがある。

#### 銃撃
前述のように射撃は下手だが、獠のもっこり時には正確な射撃をしている。

#### その他
隣の部屋で着替える美女を覗くための覗き穴から、発砲したこともある。また、美女の夜這い防止にベッドに縄で拘束することもある。

## 家族
兄の槇村秀幸とは血の繋がりはなく、彼女の出生名は久石香（ひさいし かおり）である。実の父親の名前は久石純一といい、警察官だった秀幸の父親が追跡中に事故死させた殺人犯であった。乳児の香は槇村家に引き取られ、秀幸の妹として育ち、秀幸と血がつながっていないという事実は19年の間、ずっと伏せられていた。秀幸は、香の二十歳の誕生日に（香の）生母の指輪と共に真実を話すつもりでいたが、その矢先に殺害されてしまう。秀幸は、香が養子であることを知られていないと思っていたが、香自身は中学生の時に自分が養子で、秀幸とは血縁関係が無いことも知っており、高校2年生の終わり頃に獠と初めて会った際に話している。
2024年の実写映画版では、香の実父は本編の20年前に刑事だった秀幸の実父によって射殺されたという設定に変更されている。香の実父は本編で発生する連続暴力事件の「加害者」のように狂暴化し、秀幸の実父が射殺している。また、秀幸の実父の名前が槇村伸幸（まきむら のぶゆき）で、事件当時は42歳だったこと、当時所属していたのは警視庁刑事部捜査一課で、階級は警部補だったことが明かされるなど、秀幸の実父のことが原作よりも詳細に描かれている。終盤では、20年前の一件もまた、本編で起きている事件（新宿区内での連続暴力事件、あるコスプレイヤーの失踪、秀幸の死）とつながっていたことが判明する上、香はある人物の発言から実父の真実をも知ることになるなど、原作やテレビアニメ版にはなかった要素が追加されている。
実の姉がいたことは後に明らかになる。久石の妻に引き取られ生き別れになっていた姉・さゆりは、立木という姓を名乗り、「ウィークリィ・ニュース誌」で編集長を務める優秀なキャリアウーマンに成長していた（『C.H.』での声優は榊原良子、『A.H.』では潘恵子）。さゆりは香に、危険な仕事をやめて一緒にアメリカで生活するよう促したが、香の強い想いを慮り断念した。彼女の口から、実父の久石純一は母と離婚した時、経済的に家族を養う能力がなかったことや、自分も香も母に引き取られたが、香だけが実父に連れ去られたことなどが明かされる。なお、『A.H.』では名前の表記が「早百合」（読みは同じ）になっており、職業は『C.H.』と同じくニューヨークのニュース雑誌編集長であるが、外見はロングヘアだった『C.H.』とは異なり、実妹の香同様にショートヘアである。また、『C.H.』とは違い、両親の離婚後は早百合は母親に引き取られ、香は父親に引き取られている。その後、香の実父は刑事だった秀幸の父に追跡されている途中で事故死し、香は槇村家の養子になったことが明らかとなっている。
なお、『C.H.』『A.H.』ともに、さゆり（早百合）もハンマー攻撃を獠に繰り出す場面が存在している。

## エンジェル・ハートでの登場
『C.H.』のパラレルワールドである作品『A.H.』では、実体としての登場はない。エピソードや回想シーンに登場している。
獠からのプロポーズを受け、終生のパートナーとして生きていく決意を固めたが、本当の名前も戸籍もない獠とは法的に認められる婚姻は出来ない。無論、香もそのことは承知していたが、せめてウエディングドレスを身に纏って獠と記念写真を撮りたいと願っていた。渋々ながらも獠も香の願いを聞き入れ、ようやく叶った念願の写真を撮る予定の日、所用を済ませて足早に写真館に向かう途中、自動車の前に飛び出した幼児を保護しようと自らの身を挺し、交通事故で死亡している。だが生前にドナー登録をしていたため心臓は摘出され、暗殺者「グラス・ハート」と呼ばれる同作のヒロイン・香瑩（シャンイン）に移植された。これにより彼女の中に香の心が宿り、香瑩の人間性にも大きく影響を及ぼすこととなる。
この作品では歌舞伎町にある診療所に勤務していたときに獠と初対面を果たしていたことになっている。弱者や困難な身の上の人々に手を差し伸べる慈愛に満ちたエピソードも描かれている。また、自分の肉体の一部と心を受け入れた香瑩を、実の娘のように優しく包む母性的側面が大きく描かれているほか、下記のように設定にも『C.H.』からの変更点がいくつか見られる。また、獠に「天誅」を下す役どころは香瑩となった。
獠が以前（2000年頃まで）使用していた携帯電話の伝言メモに、生前の声が残されている。喧嘩をして飛び出した際に吹き込まれたメッセージであるが、獠にとっては何にも変えがたい宝物の一つである。
年齢については、2000年5月12日に死亡した時点で28歳とある。

### シティーハンターとの設定相違点
『C.H.』と『A.H.』で香の人物設定が変わっている点が多々ある。主なものとして以下が挙げられる。
- 『C.H.』では乳児の時に槇村家の養子になっているが、『A.H.』では2歳の時に槇村家の養子になっている。
- 『C.H.』では高校に通い、医学の知識は皆無だが、『A.H.』では中学卒業と同時に看護師としてドクの下で働いているため医学知識に長けている。
- 『C.H.』では1965年3月31日生まれという設定だったが、『A.H.』では2000年5月12日に28歳で死亡という設定になっている。
- 『C.H.』では獠が香の銃に細工するなどしていたため銃が目標に当たらなかったが、『A.H.』では香は射撃の才能が全くないという設定に変わっている。
- 『C.H.』での義兄・秀幸の墓石は洋風のプレート型で「HIDEYUKI MAKIMURA」と書かれたものだが、『A.H.』では「槇村家之墓」と書かれた日本風の墓石となっており、香の死後は同じ墓に納骨される。
- 年齢差は獠とおよそ10歳差という設定になっている。

## 演じた人物

### アニメ版
- 伊倉一恵
  - アニメ『シティーハンター』『エンジェル・ハート』共通
- なお、『無印（1）』最初期の主題歌である『City Hunter〜愛よ消えないで〜』を担当した小比類巻かほるは、同作制作に当たって、原作者の北条司からじきじきに香役としての出演オファーを受けている[4]。しかし当時の彼女は、ヒット曲連発に驕らずヴォーカリストとしての実力に磨きをかけようと意気込んでいた時期であり、演技への挑戦は今は任に堪えないとして辞退したという。

### 実写版（吹き替えも含む）
- ジョイ・ウォン
  - 実写映画『シティーハンター』[注 17]
- 冨永みーな
  - 同映画におけるジョイ・ウォンの吹き替え
- エロディ・フォンタン
  - 実写映画『シティーハンター THE MOVIE 史上最香のミッション』[注 18]
- 沢城みゆき
  - 同映画におけるエロディ・フォンタンの吹き替え
- 相武紗季
  - ドラマ『エンジェル・ハート』
- 朝月希和
  - 宝塚歌劇団雪組舞台『CITY HUNTER -盗まれたXYZ-』
- 森田望智
  - Netflixオリジナル映画『シティーハンター』[5][6]